# Alain Altinoglu
Pour les articles homonymes, voir Altınoğlu.
Alain Altinoglu, né le 9 octobre 1975 à Paris, est un chef d'orchestre français.

## Biographie
Il est né le 9 octobre 1975 à Paris dans une famille arménienne de Kütahya (du nom d'Altounian), d'une mère pianiste et professeure de piano au Conservatoire d'Istanbul, Janet Mafyan, et d'Alexandre Altinoglu, professeur de mathématiques (notamment à l'école Tebrotzassère), arrivés en France en 1971. Il effectue ses études musicales au Conservatoire national supérieur de musique et de danse de Paris. Il y enseigne près de dix ans où il est notamment professeur de la classe d’ensemble vocal. Il est nommé professeur de la classe de direction d'orchestre à partir de 2014.
Il dirige de nombreux orchestres parmi lesquels les Wiener Philharmoniker, les Berliner Philharmoniker, l'Orchestre royal du Concertgebouw d’Amsterdam, le London Symphony Orchestra, le Chicago Symphony Orchestra, l’Orchestre de Cleveland, l’Orchestre symphonique de Boston, l’Orchestre de Philadelphie, l'Orchestre symphonique de la Radio Bavaroise, l’Orchestre Philharmonique de Munich, la Staatskapelle de Dresde, l'Orchestre philharmonique de Radio France , le Philharmonia Orchestra, le London Philharmonic Orchestra, l'Orchestre symphonique de Montréal, l'Orchestre national de Russie, le City of Birmingham Symphony Orchestra, l'Orchestre de Paris, la Tonhalle Zürich, l'Orchestre de la Suisse romande, la Staatskapelle de Berlin, l’Orchestre Symphonique de la Radio de Berlin, le Deutsches Symphonie-Orchester Berlin, l’Orchestre symphonique de la WDR de Cologne, l’Orchestre Symphonique de la Radio de Francfort, l’Orchestre symphonique de la Radio de Hambourg, l’Orchestre symphonique de la SWR, l’Orchestre national de France, le Sinfonia Varsovia, l'Akademie fur Alte Musik de Berlin, l'Orchestre philharmonique royal de Stockholm, l'Orchestre symphonique national du Danemark, l’Orchestre du Gewandhaus de Leipzig, l’Orchestre national de Lyon, les Wiener Symphoniker.
En 2001, il participe à la première mondiale (partielle) du grand opéra arménien Arshak II (1868), de Dikran Tchouhadjian, mis en scène par Francesca Zambello à l'Opéra de San Francisco. En avril 2015, il dirige l'Orchestre philharmonique d'Arménie à Erevan, et l'orchestre éphémère Armenian World Orchestra à Paris.
Il travaille pour des théâtres lyriques comme le Metropolitan Opera de New York, l'Opéra de Paris, le Wiener Staatsoper de Vienne, La Monnaie de Bruxelles, la Scala de Milan,  l'Opéra lyrique de Chicago, le Théâtre du Châtelet, l’Opéra de San Francisco, le Théâtre des Champs-Élysées, le Capitole de Toulouse, l’Opéra de Bordeaux, le Festival international d'art lyrique d'Aix-en-Provence ou le Festival de Salzbourg, le Teatro Colón de Buenos Aires, le Staatsoper de Berlin, l'Opernhaus de Zurich, le Bayerische Staatsoper de Munich, la Scala de Milan.
Attiré par la mélodie et le lied, il forme depuis plusieurs années un duo avec son épouse, la mezzo-soprano Nora Gubisch.
Il a également travaillé avec le DJ et producteur techno Jeff Mills pour la réalisation de l'album Blue Potential où l'Orchestre national de Montpellier joue une bonne partie de ses titres les plus célèbres comme The Bells.
Il participe à la programmation des Chorégies d'Orange, avec la direction de Mireille de Charles Gounod, en 2010 et Le Bal masqué de Verdi en 2013.
Il fait partie des cinquante Français les plus influents dans le monde d'après le magazine Vanity Fair de décembre 2014.
Il fait ses débuts au Festival de Bayreuth en 2015, en y dirigeant Lohengrin. Il est le troisième chef français à être invité à diriger au Festival, après Pierre Boulez (y ayant dirigé Parsifal en 1966, 1967, 1968 et 1970 et Le Ring mis en scène par Patrice Chéreau, de 1976 à 1980) et André Cluytens (Belge naturalisé Français en 1939, y ayant dirigé Tannhäuser en 1955, Les Maîtres Chanteurs de Nuremberg en 1956, 1957 et 1958, Parsifal en 1957 et Lohengrin en 1958).
Il devient en janvier 2016 directeur musical de La Monnaie de Bruxelles. En juin 2023, son contrat est prolongé jusqu’en 2031 à la suite de la nomination de la nouvelle directrice générale Christina Schepelmann.
En décembre 2019, il est annoncé qu'il sera le directeur musical de l'orchestre de la radio HR Frankfurt à partir de la saison 2021-2022. En mai 2023, son contrat est prolongé jusqu'à la fin de la saison 2027/2028.
En 2022, il est nommé directeur artistique du Festival international de Colmar.

## Discographie
- Florent Schmitt : La Tragédie de Salomé, Chant élégiaque, Hr-Sinfonieorchester, Ambur Braid, soprano, Philipp Staemmler, violoncelle ; Alpha, 2024
- César Franck, Symphonie en ré mineur, Rédemption, Le Chasseur maudit, Hr-Sinfonieorchester, Alpha
- Tchaikovski : œuvres pour violon et orchestre. Saténik Khourdoïan (violon), Orchestre symphonique de la Monnaie (Outhere)
- Berio, Falla, Granados, Obradors, Brahms : Folk Songs, avec Nora Gubisch (Naïve)
- Franz Liszt : concertos pour piano, avec Nareh Arghamanyan (Pentatone)
- Maurice Ravel : Mélodies. Mezzo-soprano : Nora Gubisch (Naïve)
- Bernard Herrmann : Wuthering Heights. Orchestre national de Montpellier. Laura Aikin (de), Boaz Daniel, Yves Saelens, Marianne Crebassa
- Édouard Lalo : Fiesque. Orchestre national de Montpellier. Roberto Alagna, Michelle Canniccioni, Béatrice Uria-Monzon, Franck Ferrari (Deutsche Grammophon)
- Henri Duparc : Mélodies. Mezzo-soprano : Nora Gubisch (Cascavelle)
- Éric Tanguy : Le Dernier Jour de Sénèque. Récitant : Michel Blanc (Virgin Classic)
- Éric Tanguy : Concertos pour violoncelle, Orchestre national de France. Violoncelle : Anne Gastinel (Naïve)
- Alexandre Tansman : Le Serment. Orchestre philharmonique de Radio-France. Devellereau, Bou, Dallis, Haidan, Gabriel
- Górecki : Symphonie no 3. Soprano : Ingrid Perruche. Sinfonia Varsovia (Naïve)
- Pascal Dusapin : Perelà. Orchestre national de Montpellier. Graham-Hall, Gubisch, Perraud, Juipen (Naïve)
- Arthur Honegger : Jeanne au bûcher (DVD). Sylvie Testud, Lemieux, Ruf, mise en scène de Jean-Paul Scarpitta
- Richard Dubugnon : Arcanes Symphoniques. Orchestre national de Montpellier (Accord/Universal)

## Récompenses
- Prix de la critique Argentine 2005 meilleur chef de l'année.
- Victoire de la musique classique 2008, meilleur DVD pour Arthur Honegger : Jeanne au bûcher (DVD).
- Orphée du meilleur enregistrement de musique lyrique contemporaine 2008 pour Arthur Honegger : Jeanne au bûcher

## Décoration
- Chevalier de l'ordre des Arts et des Lettres (2014)
- Officier de l'ordre des Arts et des Lettres (2023)